# کیکی رایس
کیرا کارول "کیکی" رایس (زاده ۱۴ ژانویه ۲۰۰۴) یک بازیکن دانشگاهی اهل آمریکا برای همایش پاسیفیک-۱۲ است. او برای مدرسه سیدول در سطح دبیرستان بازی کرد، جایی که او یکی از بهترین بازیکنان کلاس خود بود و عنوان بهترین دانش‌آموز دبیرستانی سال را به دست آورد.

## دوران دبیرستان
رایس برای مدرسه سیدول در واشینگتن دی سی بسکتبال بازی می‌کرد. او در سال اول، میانگین ۱۹٫۲ امتیاز، ۹٫۴ ریباند و ۶٫۶ پاس منجر به گل را در هر بازی کسب کرد، که تیمش را به نیمه نهایی مسابقات ایالتی رساند. در فصل دوم، رایس به‌طور میانگین ۲۶٫۸ امتیاز، ۱۰٫۷ ریباند، ۴٫۷ پاس منجر به گل و ۲٫۳ توپگیری در هر بازی به دست آورد که به تیمش کمک کرد تا به بازی عنوان AA کلاس AA انجمن ورزشی ایالتی منطقه کلمبیا برسد. او توسط ان‌بی‌سی اسپورتس واشینگتن به عنوان بهترین بازیکن سال دی سی گیتورید و دانشجوی ورزشکار سال منطقه کلان‌شهری واشینگتن انتخاب شد. رایس پس از لغو فعالیت‌های ورزش‌های زمستانی توسط لیگ مدرسه در بحبوحه همه‌گیری کووید-۱۹، در مسابقات دبیرستان بازی نکرد. او با میانگین ۱۵٫۸ امتیاز، هفت ریباند، ۵٫۱ پاس منجر به گل و ۲٫۶ توپگیری در هر بازی، سیدول را به رکورد ۲۸–۰ و رتبه ۱ ملی توسط ای‌اس‌پی‌ان و مکس‌پرپس رساند. تیم او برنده مسابقات آی‌اس‌ال و اولین عنوان انجمن ورزشی ایالتی منطقه کلمبیا در کلاس AA شد. رایس بهترین ورزشکار سال گیتورید، بازیکن ملی سال گیتورید، بهترین بازیکن ملی سال مورگان ووتن و بهترین بازیکن سال آمادگی نایسمیت را به دست آورد. او در بازی مک دونالد بازی کرد، جایی که جایزه ام‌وی‌پی را با گابریلا ژاکز به اشتراک گذاشت.
رایس علاوه بر بسکتبال، برای مدرسه دوستان سیدول در پست‌های فوروارد و هافبک فوتبال بازی می‌کرد. در فصل اول، او تیم را به عناوین مسابقات آی‌اس‌ال و انجمن ورزشی ایالتی منطقه کلمبیاهدایت کرد. رایس با ثبت ۴۲ گل و ۱۲ پاس گل به عنوان بهترین بازیکن سال دی سی گیتورید و بهترین بازیکن سال انجمن ورزشی ایالتی منطقه کلمبیاانتخاب شد. رایس دوباره توسط دی سی گیتورید به عنوان بهترین بازیکن سال انتخاب شدشد و این گونه به سیدول کمک کرد تا در مسابقات انجمن ورزشی ایالتی منطقه کلمبیا برنده شود و ۱۵ گل و ۹ پاس گل ثبت کرد. او به دلیل عملکردش در بسکتبال و فوتبال به عنوان ورزشکار سال مکس‌پرپس انتخاب شد.

## جذب به دانشگاه
رایس از سوی ای‌اس‌پی‌ان یک جذب پنج ستاره دانشگاهی، دومین بازیکن برتر و بهترین پوینت گارد در کلاس ۲۰۲۲ در نظر گرفته شد. در ۴ نوامبر ۲۰۲۱، او متعهد شد که بسکتبال دانشگاهی را برای یوسی‌ال‌ای با پیشنهادات یوکن، استنفورد، آریزونا و دوک بازی کند. رایس به بالاترین رتبه در تاریخ برنامه تبدیل شد. او با این فرصت به یوسی‌ال‌ای کشیده شد تا تیمی را به اولین فینال چهار و قهرمانی ملی هدایت کند.

## دوران دانشگاه
در ۷ نوامبر ۲۰۲۲، رایس اولین بازی خود را برای یوسی‌ال‌ای انجام داد و ۱۲ امتیاز و ۷ پاس گل در پیروزی ۸۴–۴۸ مقابل کال پلی به ثبت رساند. در ۳ مارس ۲۰۲۳، او ۲۲ امتیاز بالاترین فصل را در برد ۶۹–۶۵ مقابل استنفورد در نیمه نهایی مسابقات پاسیفیک-۱۲ به دست آورد. به عنوان یک دانشجوی سال اول، رایس به‌طور میانگین ۱۱٫۶ امتیاز، ۴٫۵ ریباند و ۳ پاس منجر به گل در هر بازی به دست آورد. در ۲۴ نوامبر، او ۲۴ امتیاز، ۱۱ ریباند و ۸ پاس منجر به گل را در پیروزی ۷۸–۶۷ مقابل شماره ۶ یوکن هاسکیز در جزیره کلاسیک کیمن به ثبت رساند. رایس اولین تریپل دابل خود را در ۷ دسامبر با ۱۴ امتیاز، ۱۰ ریباند، ۱۰ پاس منجر به گل و هفت توپ ربایی در پیروزی ۱۱۱–۴۸ مقابل کال استیت نورتریج به ثبت رساند.